# 아프리칸 게임 축구
아프리칸 게임 축구(영어: Football at the African Games)는 아프리칸 게임에서 진행되는 축구 종목으로 1965년 올아프리카 게임부터 시작된 경기 종목이다. 여성 대회는 2003년 올아프리카 게임부터 시작되었다.

## 남성 토너먼트

### 요약
| 1965 | 브라자빌     | 콩고 공화국               | 0–0 연장전 (7–2) 코너킥 수로 결정 | 말리                      | 코트디부아르              | 1–0                       | 알제리                    |
| 1969 | 바마코       | 군사 쿠데타로 인해 중지됨 | 군사 쿠데타로 인해 중지됨         | 군사 쿠데타로 인해 중지됨 | 군사 쿠데타로 인해 중지됨 | 군사 쿠데타로 인해 중지됨 | 군사 쿠데타로 인해 중지됨 |
| 1973 | 라고스       | 나이지리아                | 2–0                               | 기니                      | 이집트                    | 2–1                       | 가나                      |
| 1978 | 알제         | 알제리                    | 1–0                               | 나이지리아                | 가나                      | 1–0                       | 말라위                    |
| 1987 | 나이로비     | 이집트                    | 1–0                               | 케냐                      | 말라위                    | 3–1                       | 카메룬                    |
| 1991 | 카이로       | 카메룬                    | 1–0                               | 튀니지                    | 나이지리아                | 3–0                       | 짐바브웨                  |
| 1995 | 하라레       | 이집트                    | 3–1                               | 짐바브웨                  | 나이지리아                | 1–1 (4–1) 승부차기        | 기니                      |
| 1999 | 요하네스버그 | 카메룬                    | 0–0 연장전 (4–3) 승부차기         | 잠비아                    | 남아프리카 공화국         | 2–0                       | 우간다                    |
| 2003 | 아부자       | 카메룬                    | 2–0                               | 나이지리아                | 가나                      | 2–2 (4–1) 승부차기        | 잠비아                    |
| 2007 | 알제         | 카메룬                    | 1–0                               | 기니                      | 튀니지                    | 1–0                       | 잠비아                    |
| 2011 | 마푸토       | 가나                      | 1–1 연장전 (4–2) 승부차기         | 남아프리카 공화국         | 카메룬                    | 1–1 (5–4) 승부차기        | 세네갈                    |
| 2015 | 브라자빌     | 세네갈                    | 1–0                               | 부르키나파소              | 나이지리아                | 0–0 (5–3) 승부차기        | 콩고 공화국               |
| 2019 | 라바트       | 부르키나파소              | 2–0                               | 나이지리아                | 세네갈                    | 0–0 (4–3) 승부차기        | 말리                      |

### 메달 순위
| 팀                | 금                         | 은                    | 동                   |
| ----------------- | -------------------------- | --------------------- | -------------------- |
| 카메룬            | 4 (1991, 1999, 2003, 2007) |                       | 1 (2011)             |
| 이집트            | 2 (1987, 1995)             |                       | 1 (1973)             |
| 나이지리아        | 1 (1973*)                  | 3 (1978, 2003*, 2019) | 3 (1991, 1995, 2015) |
| 부르키나파소      | 1 (2019)                   | 1 (2015)              |                      |
| 가나              | 1 (2011)                   |                       | 2 (1978, 2003)       |
| 세네갈            | 1 (2015*)                  |                       | 1 (2019)             |
| 알제리            | 1 (1978*)                  |                       |                      |
| 콩고 공화국       | 1 (1965*)                  |                       |                      |
| 기니              |                            | 2 (1973, 2007)        |                      |
| 튀니지            |                            | 1 (1991)              | 1 (2007)             |
| 남아프리카 공화국 |                            | 1 (2011)              | 1 (1999*)            |
| 케냐              |                            | 1 (1987*)             |                      |
| 말리              |                            | 1 (1965)              |                      |
| 잠비아            |                            | 1 (1999)              |                      |
| 짐바브웨          |                            | 1 (1995*)             |                      |
| 코트디부아르      |                            |                       | 1 (1965)             |
| 말라위            |                            |                       | 1 (1987)             |

* = 개최국

## 여성 토너먼트

### 요약
| 2003 | 아부자   | 나이지리아 | 1–0                | 남아프리카 공화국 | 카메룬       | 1–0 | 말리              |
| 2007 | 알제     | 나이지리아 | 4–0                | 남아프리카 공화국 | 가나         | 3–1 | 알제리            |
| 2011 | 마푸토   | 카메룬     | 1–0                | 가나              | 알제리       | 3–0 | 남아프리카 공화국 |
| 2015 | 브라자빌 | 가나       | 1–0                | 카메룬            | 코트디부아르 | 2–1 | 나이지리아        |
| 2019 | 라바트   | 나이지리아 | 0–0 (3–2) 승부차기 | 카메룬            | 모로코       | 2–1 | 알제리            |

### 메달 순위
| 팀                | 금                    | 은             | 동       |
| ----------------- | --------------------- | -------------- | -------- |
| 나이지리아        | 3 (2003*, 2007, 2019) |                | 1 (2015) |
| 카메룬            | 1 (2011)              | 2 (2015, 2019) | 1 (2003) |
| 남아프리카 공화국 |                       | 2 (2003, 2007) |          |
| 가나              |                       | 1 (2011)       | 1 (2007) |
| 모로코            |                       |                | 1 (2019) |
| 코트디부아르      |                       |                | 1 (2015) |
| 알제리            |                       |                | 1 (2011) |

* = 개최국